# Carl Rüedi
Carl Rüedi (Davos, 21 of 23 april 1848 - Arosa, 17 juni 1901) was een Zwitsers longarts. Hij was in zijn tijd een van de meest bekende artsen in het kanton Graubünden.
Rüedi verwierf bekendheid nadat de Schotse auteur Robert Louis Stevenson bij hem in behandeling kwam tijdens de winters van 1880-1881 en 1881-1882. Stevenson beschrijft en prijst Rüedi in zijn dichtbundel Underwoods uit 1887 als "the good genius of the English in his frosty mountains".